# Otto er et næsehorn (film)
 For alternative betydninger, se Otto er et næsehorn (flertydig). (Se også artikler, som begynder med Otto er et næsehorn)
Otto er et næsehorn er en film fra 1983. Den er en filmatisering af bogen af samme navn fra 1972 af Ole Lund Kirkegaard med manuskript af Rumle Hammerich og Mogens Kløvedal og instruktion af Rumle Hammerich.

## Medvirkende
- Axel Strøbye
- Birgit Sadolin
- Kirsten Rolffes
- Judy Gringer
- Jørgen Kiil
- Egon Stoldt
- Leif Sylvester Petersen
- Peter Steen
- Erik Paaske
- Jannie Faurschou
- Jan Zangenberg
- Margrethe Koytu
- Anthony Michael